# Терёшкин, Пётр Фёдорович
Пётр Фёдорович Терёшкин (1 июля 1907, Колышлей, Саратовская губерния — 25 июня 1968, Москва) — советский пограничник, участник боёв у озера Хасан: начальник пограничной заставы «Подгорная» Посьетского пограничного отряда Дальневосточного пограничного округа войск Народного комиссариата внутренних дел СССР. Герой Советского Союза (25.10.1938). Полковник (1944).

## Биография
Родился 1 июля 1907 года в посёлке Колышлей (ныне — в Пензенской области) в крестьянской семье. Русский. Член ВКП(б)/КПСС с 1930 года. Окончил 5 классов, работал трактористом в колхозе.
В Пограничных войсках ОГПУ СССР с 1929 года. Окончил школу младшего начсостава и 1-ю Кавалерийскую школу ОГПУ в городе Новый Петергоф Ленинградской области в 1932 году. Служил помощником начальника и начальником пограничной заставы в Средней Азии. В 1936 году переведён на Дальний Восток. Участник боёв у озера Хасан 29 июля — 11 августа 1938 года. При атаке японскими войсками сопки Заозёрной старший лейтенант Терешкин грамотно организовал оборону и отбил несколько атак. Получил несколько ранений, но остался в строю и продолжал командовать бойцами.
За умелое командование пограничной заставой при защите границы Советского Союза, личную храбрость и стойкость, проявленные в боях с японскими милитаристами, Указом Президиума Верховного Совета СССР от 25 октября 1938 года старшему лейтенанту Терёшкину Петру Фёдоровичу присвоено звание Героя Советского Союза с вручением ордена Ленина, а после учреждения знака особого отличия ему вручена медаль «Золотая Звезда» № 99.
Продолжал службу в пограничных войсках. В 1941 году окончил Военную академию имени М. В. Фрунзе.
Участник Великой Отечественной войны с июня 1941, состоял в распоряжении Военного совета 3-й армии на Западном фронте. Попал в окружение и был пленён. Считался пропавшим без вести с июля 1941 года. Бежав из плена, в мае 1943 года на Смоленщине вступил в партизанский полк «13» — был начальником штаба 5-го батальона, помощником начальника контрразведки полка.
C 1944 года командовал отдельными частями войск НКВД, затем служил в Главном управлении Пограничных войск.
С 1954 года полковник Терёшкин П. Ф. — в запасе. Проживал в городе-герое Москве. Скончался 25 июня 1968 года. Похоронен в Москве на Востряковском кладбище. Полковник.
Награждён орденом Ленина (25.10.1938, 1954), орденом Красного Знамени (1949), орденом Красной Звезды (3.11.1944), медалями.

## Сочинения
- Первые бои у озера Хасан. // Военно-исторический журнал. — 1969. — № 7. — С.86-89.